# قمل السافل (فرع العدين)

تعديل مصدري - تعديل

قمل السافل محلة تابعة لقرية السهلة، التابعة لعزلة المزاحن بمديرية فرع العدين إحدى مديريات محافظة إب في الجمهورية اليمنية، بلغ تعداد سكانها 306 حسب تعداد اليمن لعام 2004.